# منطقه اداری ۳ (عفر)
منطقه اداری۳  (به لاتین: Administrative Zone 3 (Afar)) یک سکونتگاه مسکونی در اتیوپی است که در منطقه عفر واقع شده‌است.

## خصوصیات
منطقه اداری۳ ۶٬۵۹۴٫۱۸ کیلومترمربع مساحت و ۲۳۴٬۴۲۷ نفر جمعیت دارد.